# Puurs
Puurs (Google Satellite Image) là một đô thị thuộc tỉnh Antwerp. Vị trí của xã ở Flemish Region. Đô thị này gồm các thị trấn Breendonk, Liezele, Kalfort, Ruisbroek và nội ô Puurs. Tại thời điểm ngày 1 tháng 1 năm 2006, Puurs có dân số 16.029 người. Tổng diện tích là 33,41 km² với mật độ dân số là 480 người trên mỗi km².